# Église Saint-Rémy de Dieppe
Pour les articles homonymes, voir Église Saint-Rémi.
L'église Saint-Rémy est une église catholique située à Dieppe, en France.

## Localisation
L'église est située dans le département français de la Seine-Maritime, sur la commune de Dieppe.

## Historique
L'édifice est classé au titre des monuments historiques en 1910.
À cet effet, Lucien Lefort, architecte départemental, est intervenu pour une opération de restauration.[réf. nécessaire]

## Personnalités
- Charles Le Moyne de Longueuil et de Châteauguay (1626-1685), pionnier du Canada français, interprète et seigneur de la Nouvelle-France né à Dieppe, a été baptisé en l'église Saint-Rémy le 2 août 1626. Il est le père de Pierre Le Moyne d'Iberville, pionnier de la Louisiane française, et de Jean-Baptiste Le Moyne de Bienville, fondateur de La Nouvelle-Orléans.[réf. nécessaire]